# برنس نانا (لاعب كرة قدم)
برنس نانا (بالإنجليزية: Prince Nana)‏ هو لاعب كرة قدم غاني، ولد في 16 مارس 1983 في كوماسي في غانا. لعب مع كوبنهاغن بولدكلوب ونادي هيليراب.